# Glatigny (Mosela)
Glatigny é uma comuna francesa na região administrativa do Grande Leste, no departamento de Mosela. Estende-se por uma área de 6.23 km², e possui 261 habitantes, segundo o censo de 2018, com uma densidade de 42 hab/km².